# Лють (фільм, 2004)
«Лють» (оригінальна назва англ. Man on Fire, «Людина у вогні») — фільм 2004 року в жанрі кримінальної драми, трилера; ремейк однойменного фільму, знятого у 1987 році, який, в свою чергу, заснований на серії книг автора А. Дж. Квіннелла.

## Сюжет
Фільм про колишнього оперативного агента ЦРУ, який наймається на роботу охоронця і вимушений розпочати мстити мексиканській банді, яка займається кіднепінгом, після того, як ті викрали дитину, яку він захищав.
Фільм ґрунтується на книзі А. Дж. Квіннелла «Man on Fire».

## В ролях
- Дензел Вашингтон — Джон Крізі
- Дакота Феннінг — Лупіта (Піта) Мартін Рамос
- Марк Ентоні — Семюель Рамос
- Рада Мітчелл — Ліза Мартін Рамос
- Крістофер Вокен — Пол Рейберн
- Джанкарло Джанніні — Мігель Манзано
- Рейчел Тікотін — Маріанна Гарсія Герреро
- Хесус Очоа — Віктор Фуентес
- Міккі Рурк — Джордан Калфус
- Анхеліна Пелаез — Анна
- Джеро Каміло — Ауреліо Росас Санчес
- Маріо Сарагоса — Хорхе Мартінес

## Цікаві факти
- Тоні Скотт міг зняти оригінальний фільм «Лють» 1987 року, але йому відмовили, оскільки на той час у режисера не було жодної пристойної картини.
- Для ролі Піти Дакота Феннінг вивчала іспанську мову, вчилась плавати та грати на піаніно.